# Akhpradzor
Akhpradzor (in armeno Ախպրաձոր?, fino al 1978 Verin Zaghalu) è un comune dell'Armenia di 371 abitanti (2009) della provincia di Gegharkunik.